# Xian de Jiashan
Le xian de Jiashan (嘉善县 ; pinyin : Jiāshàn Xiàn) est un district administratif de la province du Zhejiang en Chine. Il est placé sous la juridiction administrative de la ville-préfecture de Jiaxing.
Le vieux « bourg d'eau » de Xitang est situé dans sa juridiction.

## Démographie
La population du district était de 380 581 habitants en 1999.

## Transport
La gare de Jiashan-Sud, sur la LGV Shanghai - Hangzhou.